# Hook (East Riding of Yorkshire)
Hook – wieś w Anglii, w hrabstwie East Riding of Yorkshire. Leży 35 km na zachód od miasta Hull i 251 km na północ od Londynu. W 2001 miejscowość liczyła 1141 mieszkańców.